# Boulevard Park (Washington)
Boulevard Park es un lugar designado por el censo ubicado en el condado de King en el estado estadounidense de Washington. En el año 2010 tenía una población de 5.287 habitantes.

## Geografía
Boulevard Park se encuentra ubicado en las coordenadas 47°30′44″N 122°18′47″O / 47.51222, -122.31306.